# 淀川

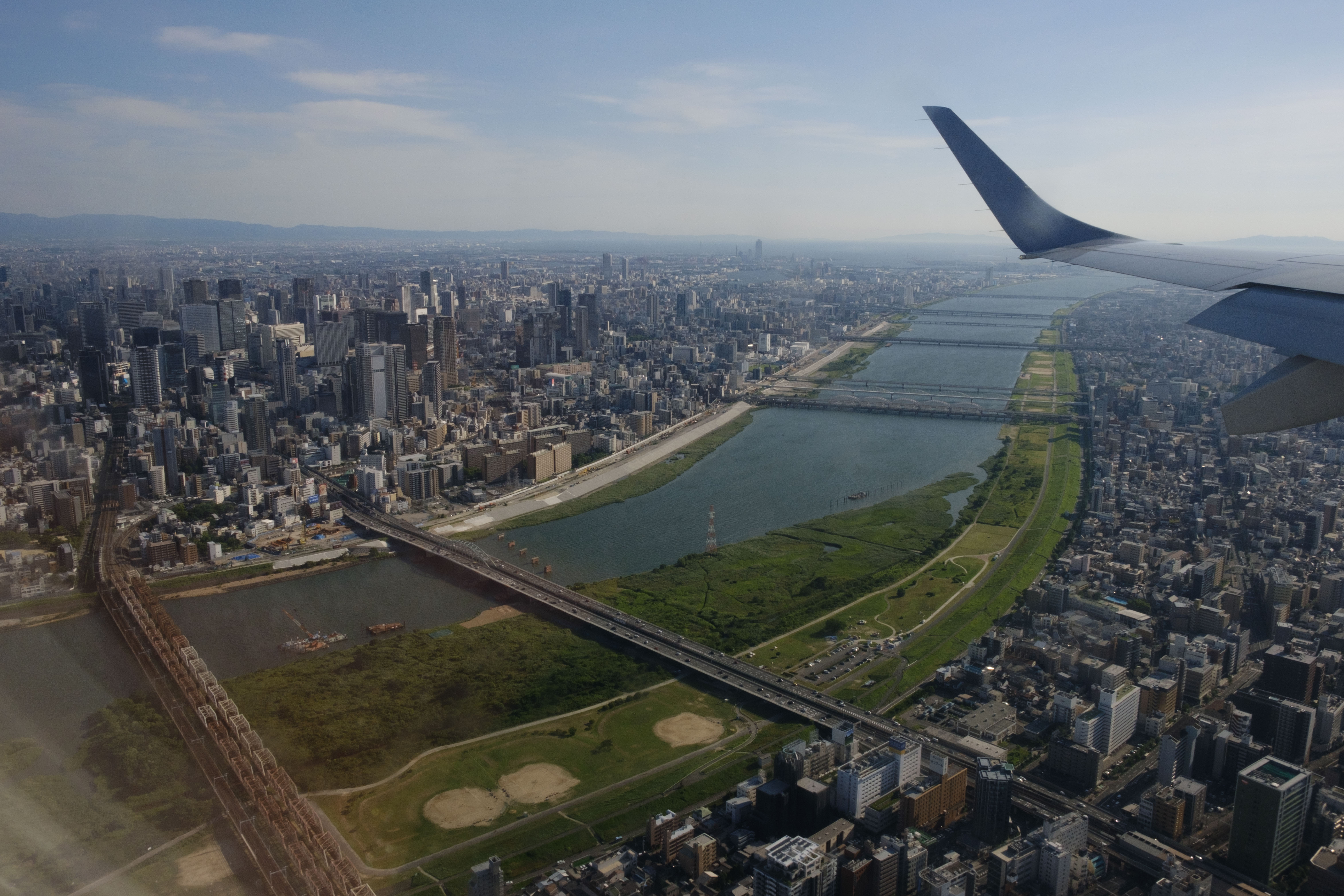
JAL機上から2022/07/24撮影

淀川（よどがわ）は、大阪湾に注ぐ日本の一級河川。滋賀県、京都府および大阪府を流れる淀川水系の本流である。琵琶湖から流れ出る唯一の河川である瀬田川（せたがわ）が宇治川（うじがわ）、淀川と名前を変える。流路延長75.1 km、流域面積8,240 km2。なお、先述の流路延長は琵琶湖南端よりの延長であり、河口から最も遠い地点は滋賀県・福井県の分水嶺である栃ノ木峠であり、淀川の源の石碑が設置されている。敦賀駅より北に位置するこの場所は琵琶湖へ流入する河川・高時川の水源地であり、そこからの河口までの直線距離は約130 km、流路延長に換算すると約170 kmとなる。
瀬戸内海に流入する河川の中で流域面積が最も広く、流域人口は西日本で最も多い。また琵琶湖に流入する河川や木津川などを含めた淀川水系全体の支川数は965本で日本一多い。第2位は信濃川（880本）、第3位は利根川（819本）となっている。

## 地理

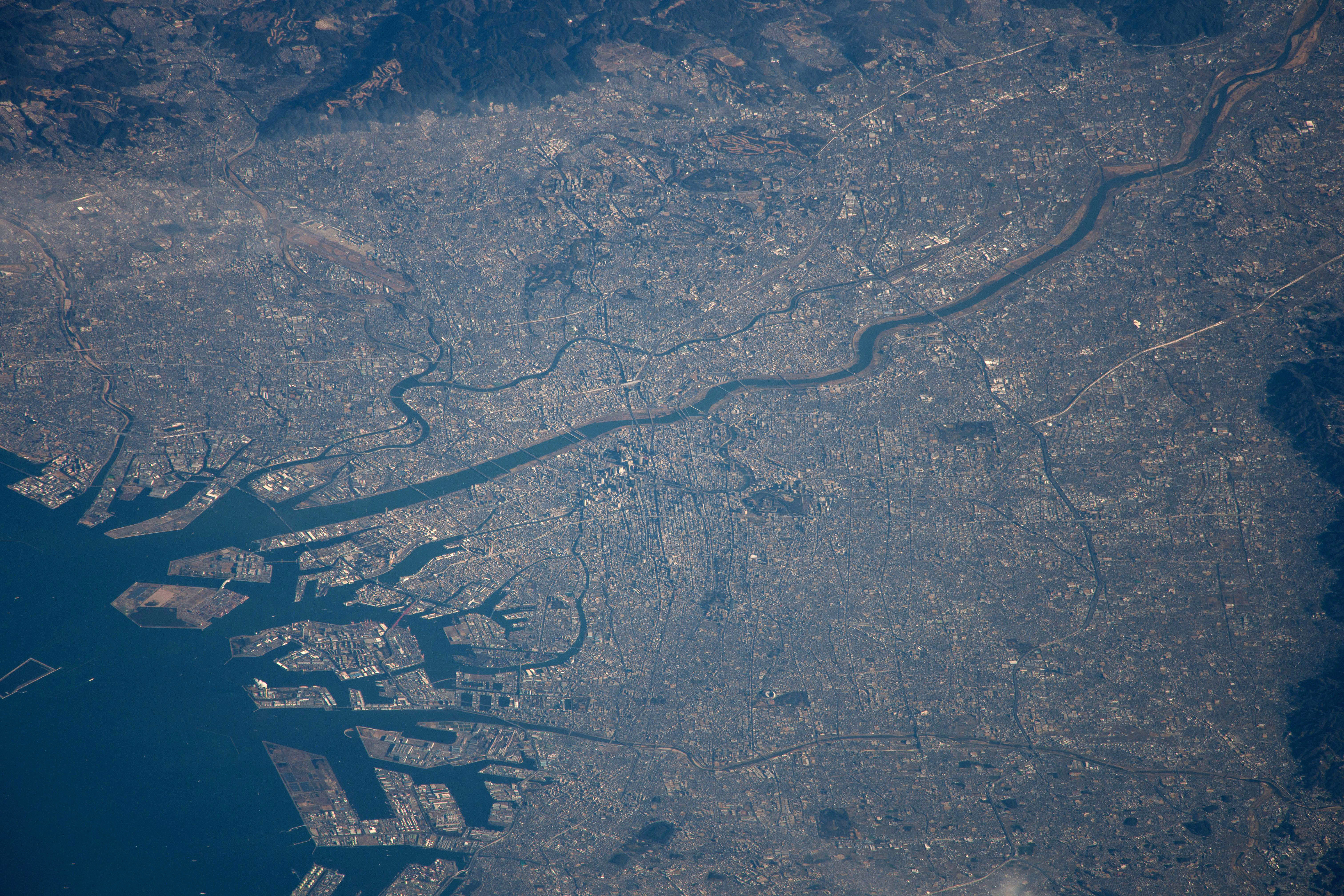
大阪府大阪市と淀川、またその周辺都市の衛星写真

大津市で琵琶湖から流れ出る。ここでは瀬田川と呼ばれる。京都府に入る辺りで宇治川と名を変え、さらに京都府と大阪府の境界付近、島本町で桂川・木津川と合流する。この合流地点より下流海までが狭義での淀川(厳密には左岸滋賀県大津市瀬田大江町字高砂2197番の２地先、右岸大津市晴嵐一丁目字南1040番の１地先より海まで至るが広義の淀川である)となる。その後も大阪平野をおおむね南西に流れ、大阪市で大阪湾に注ぐ。都島区付近で旧淀川と分流し、以降の本流を新淀川と称する場合もある。旧淀川は大川・堂島川・安治川と名前を変えて大阪湾に注ぐ。
なお、河川法上では琵琶湖が淀川の水源としている。したがって、琵琶湖より流出する瀬田川・宇治川は法律上では淀川本流である。また、琵琶湖に注ぐ全ての河川も、水系では淀川水系として扱われる。さらに、派川（分流）である神崎川に合流する安威川・猪名川などの河川も淀川水系として包括される。
江戸時代までは大和川も淀川に合流していたが、付け替えによって本流が分離され、現在は独立した水系として扱われている。ただし、大和川の旧本流である長瀬川、および平野川が現在でも大和川から分流し、第二寝屋川・寝屋川を経て旧淀川に合流している。
大阪市域は海が近いため地下水には塩気があり、江戸時代には淀川の水が飲料水として使われた。2001年時点では、水環境の研究者の目線で言えば大阪の水は京都の水と同じくまずい水の最右翼に入るとされているが、天明年間など江戸時代には水は京か大坂かともてはやされていた。

### 名前の由来
「瀬田川」は瀬田、「宇治川」は宇治、「淀川」は巨椋池の出口にある淀（川が緩んでできた淀みを意味）など、沿岸の地名に由来する。

## 淀川開発史

### 為政者の治水・利水
淀川流域は古来、日本の政治・文化・経済の中心地として極めて重要な位置を占めていた。それ故、仁徳天皇時代茨田堤の建設に始まり河川整備が繰り返されたが、洪水も度々起きた。

#### 奈良時代から戦国時代にかけて
奈良時代の僧侶行基は、琵琶湖周辺の浸水被害を防ぐためにはより多くの湖水を唯一の流出河川である瀬田川に流す必要があると考え、瀬田川沿いにある小さな山を掘削することを試みた。この山が川に大きく張り出しているために瀬田川の川幅が急に狭くなる箇所があり、上流が豪雨に見舞われると水を堰き止めて上流に洪水をもたらすことが頻繁に起こっていたためである。結局、行基は山を掘削することで下流が氾濫することを恐れて計画を断念。さらに山を削ることを諫めるために大日如来を祀り、「山に手をつけると祟りが起こる」との言い伝えを残した。2017年現在「大日山」と呼ばれているこの山は、1901年に「明治29年琵琶湖洪水水害」を契機とする淀川水系治水工事で切り取られ、瀬田川の流れは増大した。
平安時代末期の白河法皇は、意のままにならぬ「天下三不如意」として比叡山延暦寺の僧兵、双六博打の賽の目と並んで、淀川上流である鴨川の治水を挙げた。
戦国時代に全国を統一した豊臣秀吉が晩年、伏見に居を移すに当たり、宇治川（巨椋池）の改修を行った。その主なものは、槇島堤を築くことで京都盆地南部に流れ込む宇治川の流れを巨椋池に直接流れ込む形から、現在のような伏見への流れに変えたことである。このことにより宇治川は桃山丘陵に築かれた伏見城の外濠の役目を担うことになるとともに、水位が上がったことにより伏見城下に港を開くことを可能にした。また淀堤を伏見・淀間の宇治川右岸に築き、伏見と淀を繋ぐ街道とするとともに流れを安定させた（太閤堤）。下流部左岸にはやはり文禄堤が築かれ、淀堤と結ぶことにより京都と大坂を結ぶ街道となった。これにより、伏見は交通の要衝として栄えることになった。

#### 江戸時代

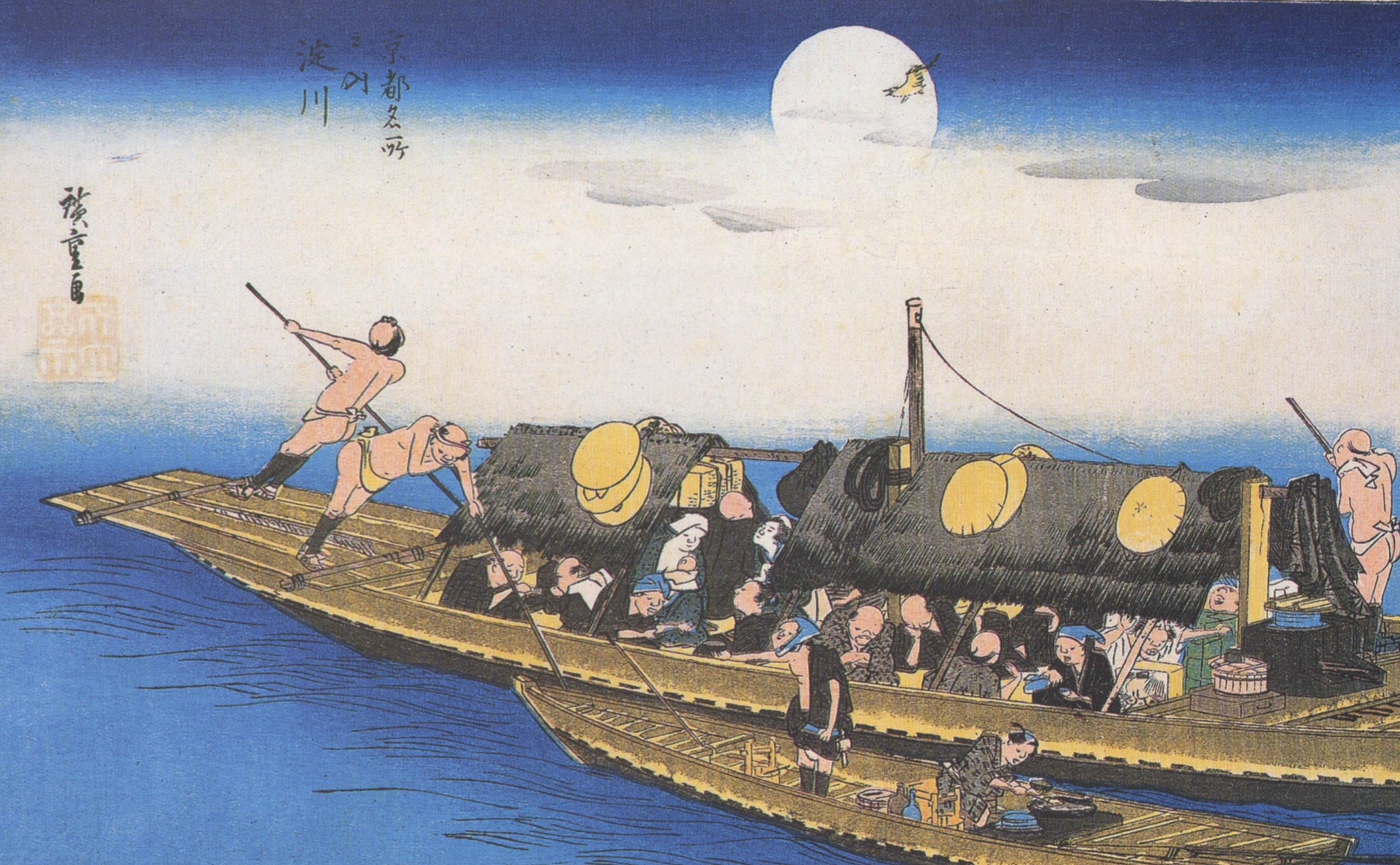
京都名所之内 淀川

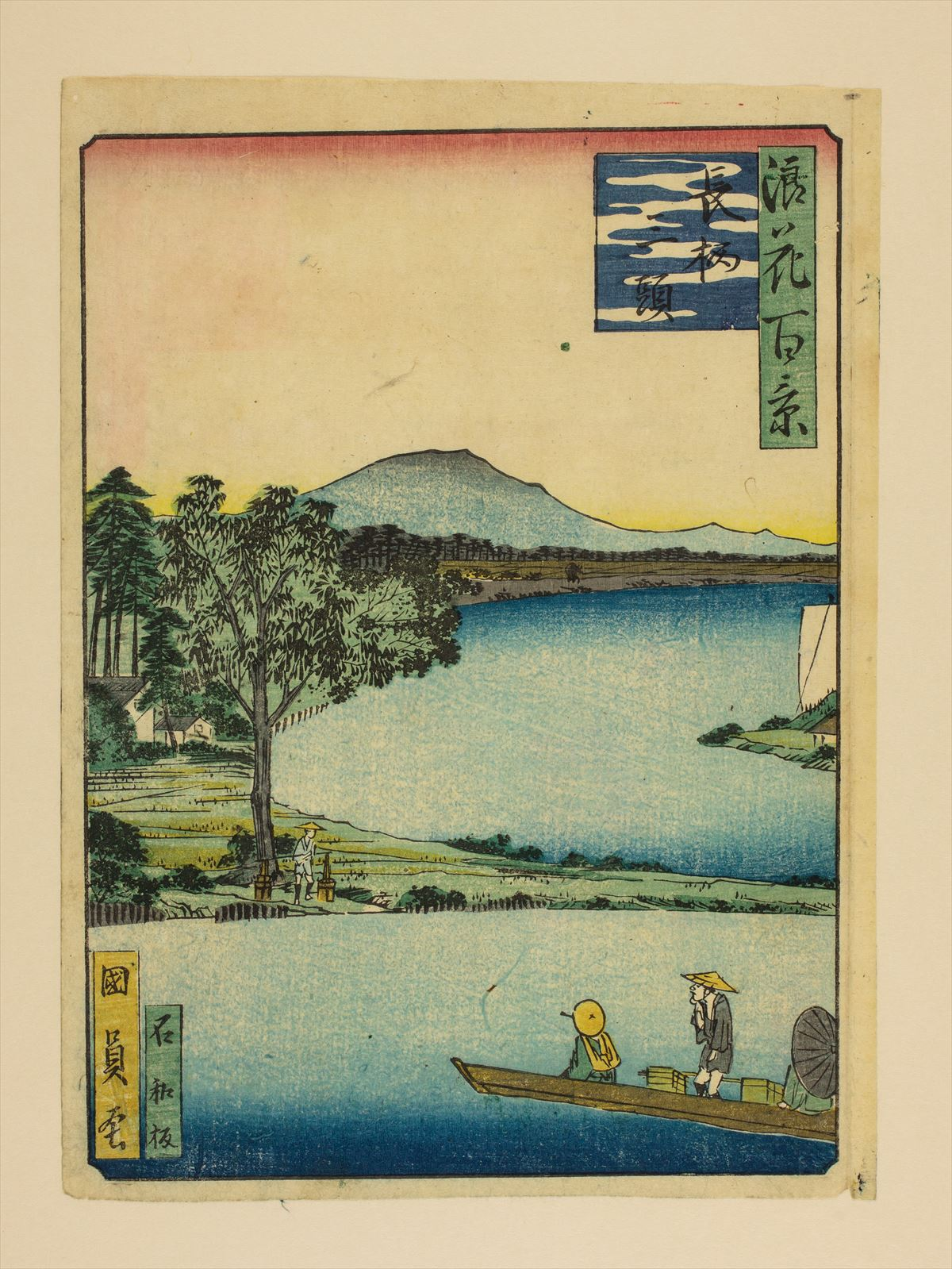
長柄三頭（浪花百景）
1800年代。歌川國員/画

江戸時代、徳川家康の命により方広寺大仏殿（京の大仏）造営のための資材運搬を鴨川を用いて行った角倉了以・与一親子は、恒久的な運河として高瀬川を開削。京都への水運整備を行い、物流を発展させた。大坂においては道頓堀が開削され、大坂夏の陣で荒廃した市中の再建が進められる中で、水運と橋梁の整備も進んだ。大坂は江戸の「八百八町」に対し「八百八橋」と謳われた。さらに農業技術の進歩と江戸幕府による新田開発奨励の中で、宇治にある巨椋池の干拓も始まった。経済が活発になると、薪炭の採取や新田開発が進み流域の伐採が進んだ。森林の喪失は、山間部からの土砂流入を招き、氾濫などの原因となる河床の上昇が進んだ。このため幕府は1660年に山城国、大和国、伊賀国で樹木の根株の採掘を禁ずる令を出した。加えて1666年には、全国版というべき諸国山川掟を発しているが、それでも土砂流入は収まらなかった。
江戸時代の瀬田川の浚渫は、まず1670年に琵琶湖沿岸の村々の嘆願を受けて、国益として行われている。1683年には稲葉正休と河村瑞賢による現地視察が行われ、稲葉が失脚した翌1684年に河村による河川改修工事が行われた。さらに、1699年には「河村瑞賢の大普請」と呼ばれる大工事が行われている。
1733年にも瀬田川流域の住民が浚渫を願い出ているが、京都・大阪の住民が大洪水を被ると反発し、幕府も下流地域の治水・舟運への影響やまた浅瀬が軍事的に重要な徒河地であることを考慮し、自普請であってもこれを許可しなかった。根強い陳情にもかかわらず幕府が反応しなかったため、住民はしじみ取りと称して川底を掘るなど幕府を翻弄し、結果住民の不満を抑えるため、このしじみ取りは川浚えと同じ効果があるとして元禄年間から明治元年まで免税を受けることになった。また、1737年には小規模な浚渫が認められたが、一時的に疎通能力を改善する程度の効果しかなかった。
その後、高島郡深溝村の庄屋藤本太郎兵衛が177村の意見を取り纏め、郡役所に陳情し、また下流の宇治川・淀川沿岸の村々とも話し合いを重ね、その結果1785年に自普請での浚渫の許可を得ることができた。しかしこの浚渫は1737年のものと同様小規模なものであり、しばらく経つと再び土砂が堆積することとなった。そのため藤本太郎兵衛は四代に渡り努力を重ね、下流の約300村の同意を取り付けるなどし、結果「河村瑞賢の大普請」以来となる大規模な浚渫工事が、大津代官所の管理の下1831年に開始された。この工事は琵琶湖沿岸300村による自普請であったため、農民は重い経済負担を課せられた。なおこの間1807年5月には、大雨により琵琶湖の水が溢れ、京都・大坂に洪水をもたらしたと、大坂の画家・暁鐘成は『雲錦随筆』に記している。

### 近代の淀川改修事業
明治時代に入っても、1868年（明治元年）5月18日には、槇島で決壊、巨椋堤を突き崩す出水。また、1870年（明治3年）9月18日には、前島、広瀬、鳥飼（出典ママ）で決壊する災害が発生。その後、東京奠都により寂れてしまった京都の産業復興と上水道・灌漑・水運・水車の動力確保を図るべく、京都府知事・北垣国道は1885年（明治18年）、工部大学校（現：東京大学工学部）卒の若い技師・田辺朔郎と共に琵琶湖からの取水計画を推進。日本で初めての竪坑を用いたトンネル開削などの難工事を経て1890年（明治23年）に琵琶湖疏水を完成させ、日本初の水力発電所である蹴上発電所の運用を開始。京都に日本初の路面電車開業を齎した。1908年（明治41年）には琵琶湖第2疏水の建設が始まり1912年（明治45年）完成した。1924年（大正13年）には淀川本川（宇治川）に志津川ダムが完成し、志津川発電所が稼働を開始した。
治水事業に関しては、旧内務省により招聘されたG.A.エッセルやヨハニス・デ・レーケ（後に内務省勅任官技術顧問）により砂防工事を始めとする事業が着手された。特に砂防事業は日本における近代砂防工事の原点ともなっている。現在でも滋賀県を中心に砂防堰堤の遺構が残されている。その後淀川は内務省による直轄改修河川に指定され、以後数度にわたる大規模な河川改修が実施された。
1890年（明治23年）には、同年に完成した瀬田川鉄橋の橋脚が水流を阻害していると考えた滋賀県内の有志により琵琶湖水利委員同盟が結成され、橋脚撤去の請願が退けられた後、瀬田川浚渫の請願を行うようになる。これに対し、1885年（明治18年）の淀川洪水で大きな被害を受けており、工事によって洪水の危険性がより高まると考えた下流摂津・河内11郡の有志は「淀川改修期成同盟」を組織して浚渫工事に猛反発した。1891年（明治24年）から翌年にかけ、滋賀県の大越亨知事が内務大臣に瀬田川浚渫を数度にわたり陳情、1893年（明治26年）には部分的な浚渫が実施された。
1885年の淀川洪水の後には、大阪府による度重なる淀川改修要請も行われている。これらを受けての1889年（明治22年）から1897年（明治30年）の淀川改良工事では、瀬田川洗堰（南郷洗堰）の建設による琵琶湖の水位調節・中流部では伏見-淀間の宇治川河道付替、桂川・木津川の河道を付け替えて合流地点を淀付近から下流よりの現在地への移設、新淀川開鑿工事が大規模な事業として名高い。瀬田川洗堰は1904年（明治37年）、瀬田川の流下能力増大による琵琶湖畔および瀬田川下流の洪水調節を目的に建設された。一方新淀川開鑿であるが、従来の淀川河口部は大川・中津川・神崎川の3河川に分流して大阪湾に注いでいた。中津川流路を利用して1つの放水路にまとめ、毛馬洗堰を建設して大川を堰から分流、神崎川は一津屋樋門より分流させて現在の形とした。また、舟運が発達している事も考慮し毛馬・伝法閘門を建設して舟運を円滑化させた。この新淀川開削工事は1910年（明治43年）に完成。多数の住民が移転を余儀無くされたが古来より続けられた淀川河口部の治水事業がこれにて完結した。この修築工事を指揮した内務省技官・沖野忠雄は後にその手腕を買われて石狩川治水事務所長となり、石狩川本川・支川の捷水路事業を展開、蛇行した石狩川を直線化しているがそのノウハウは淀川で培われている。
淀川改良に伴い中津川が廃川となったため、1897年（明治30年）大道村ほか13箇村により普通水利組合が設置され、川右岸に当たる大道村大字北大道字三千の地（現：東淀川区南江口3丁目）に樋が設けられ農業用水が取水された（三千樋）。

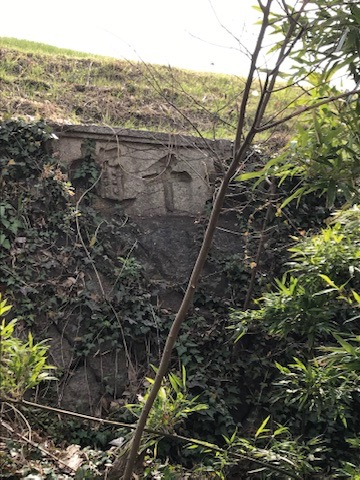
三千樋

1917年（大正6年）9月末から10月にかけての「大正大水害」を受け1918-1932年にかけて背割り堤の築造、宇治川右岸観月橋-三栖に築堤建設と伏見港への三栖閘門の建設された。しかし1930年（昭和5年）7月の台風災害、1934年（昭和9年）9月の室戸台風、1935年（昭和10年）6月と8月の京都大水害と立て続けに水害に見舞われ再度の堤防かさ上げが計画され、戦争による中断もあったが1954年（昭和29年）に完工した。
また中流部では巨椋池の干拓が主要な事業となった。前記の伏見・淀間の宇治川河道付替、葭島堤等新堤の築造、大池排水路・樋門新築などによる河川改良工事が行われ、宇治川と巨椋池が分離された。流水の途絶によって巨椋池の水質が悪化。漁獲高の減少や伝染病の流行などが起こったこともあり、1933年（昭和8年）から1941年（昭和16年）に行われた国営干拓事業によって完全に農地化され、太古から京都盆地に存在した巨椋池は姿を消した。さらに流域の急速な人口増加・産業地域拡充に対応すべく1935年（昭和10年）より内務省による河水統制事業として『淀川第一期河水統制事業』が手掛けられた。この事業では従来の治水目的として瀬田川浚渫・大戸川付け替え工事・瀬田川狭窄部である関の津地点の岩盤掘削の他、利水目的として琵琶湖疏水取水口に揚水機場と閘門を建設して疏水の流入量を強化し、水力発電・上水道供給を確保した。だが、戦時下でもあるため他の河水統制事業のようにダムによる河川開発は行われず、既存の施設を利用した緩やかな事業であった。

### 淀川水系改修基本計画
終戦後各地で台風や集中豪雨による記録的災害が起こったが、淀川水系でも例外ではなかった。特に1953年（昭和28年）の台風13号による水害は淀川に過去最大の洪水を惹き起こし、琵琶湖沿岸や宇治川流域を中心に甚大な被害を生じた。敗戦後の経済状況をさらに悪化させるこれら水害の根本的な対策が不可欠と見た経済安定本部は、諮問機関である河川審議会の議を経て1949年（昭和24年）、利根川・北上川・筑後川など全国主要10水系を対象に『河川改訂改修計画』を策定した。この10水系の中に淀川水系は当然入っており、1954年（昭和29年）に『淀川第一期河水統制事業』を大幅に改定した『淀川水系改修基本計画』がまとめられた。
建設省近畿地方建設局（現：国土交通省近畿地方整備局）は琵琶湖を含めた淀川流域の河川総合開発事業を、台風13号水害を基準にした洪水調節計画とした。この中で淀川水系においても初めて多目的ダムによる洪水調節が計画された。淀川本川（宇治川）では瀬田川洗堰の改修に加え志津川ダム下流に天ヶ瀬ダムの建設を計画。木津川流域では支流の名張川に月ヶ瀬ダム（後の高山ダム）を建設し淀川・木津川の洪水調節を目論んだ。天ヶ瀬ダムは上流の滋賀県が琵琶湖開発との絡みで県議会の建設反対決議採択などを行い反対し、下流の京都府などとの事業調整が難航したが1964年（昭和39年）に完成した。後に近くに建設された喜撰山ダム（関西電力株式会社）と揚水発電も行い、近畿有数の水力発電所・喜撰山発電所が誕生している。なお、天ヶ瀬ダム建設に伴い志津川ダムは水没した。
天ヶ瀬ダム完成を以て『淀川水系改修基本計画』に基づく河川総合開発は一応の完成を見たが、流域の急激な宅地化は従来洪水常襲地帯であった場所にも宅地化が進出し、治水安全度の低下を招いた。このため新たな治水対策が要望され1971年（昭和46年）に建設省は『淀川水系工事実施基本計画』を策定。この中でスーパー堤防の導入や長柄可動堰の改築計画、木津川流域・桂川流域・神崎川流域における多目的ダムの新規計画を柱とした治水対策をまとめた。こうして計画されたのが淀川大堰（淀川）・一庫ダム（一庫大路次川）・日吉ダム（桂川）・比奈知ダム（名張川）などである。
一方、地方自治体においても独自に補助多目的ダムの建設が実施され、従来灌漑専用ダムの建設を行っていた滋賀県では余呉湖の洪水調節を図る余呉湖ダム（余呉川）の建設を皮切りに日野川・野洲川・石田川等で多目的ダムを建設。大阪府は1967年（昭和42年）の北摂豪雨を期に神崎川流域の総合開発を計画、安威川ダム（安威川）・箕面川ダム（箕面川）の建設を計画・実施した。

### 灌漑と水資源開発
敗戦後の食糧危機を早急に解消するために農林省（現：農林水産省）は1947年（昭和22年）から『国営農業水利事業』を策定、全国4水系においてダム・頭首工・用水路の総合的運用による水供給促進によって、新規農地開墾を行おうとした。この4水系の中に野洲川が加えられた。近江盆地は古くから穀倉地帯として知られていたが、天井川が流域の多くを占めており水争いの絶えない地域でもあった。既に1939年（昭和14年）より滋賀県の手で『野洲川農業水利事業』に基づき野洲川ダムの計画が進められていたが、戦後事業は国直轄事業となり『国営野洲川農業水利事業』として野洲川ダムが建設された。その後愛知川の永源寺ダム等が灌漑専用として建設され、近江盆地の灌漑事業は飛躍的に改善した。
一方高度経済成長に伴い大阪市・京都市等の関西圏は急激な人口の増加に加え、阪神工業地帯の膨張もあって水需要の必要性も叫ばれた。これに対し政府は1962年（昭和37年）に水資源開発促進法・水資源開発公団法を制定。水資源開発公団（現：独立行政法人水資源機構）による水資源総合開発計画を策定した。淀川水系は利根川水系と共に法制定の同年、水資源開発水系に指定され、『淀川水系水資源開発基本計画』に則り琵琶湖を含めた淀川水系全般の水資源開発に乗り出した。
これに基づき建設省より高山ダム（名張川）の事業承継を受けたのをはじめ、『木津川上流総合開発事業』として青蓮寺ダム（青蓮寺川）・室生ダム（宇陀川。計画当時は宇陀川ダム）・布目ダム（布目川）・比奈知ダム（名張川）の「木津川上流ダム群」を木津川流域に建設。日吉ダム（桂川）を桂川流域に、一庫ダム（一庫大路次川）を猪名川流域に建設し、長柄可動堰（後に淀川大堰として改築）を大阪市に建設した。これによって関西地方の水需要は大幅に好転。現在は丹生ダム（高時川）・川上ダム（前深瀬川）が建設中である。

### 河川開発の見直し

#### 淀川水系流域委員会の提言
1990年代以降、公共事業見直しの機運が高まり利根川水系を始め多くの河川でダム建設の休止・中止が相次いだ。淀川水系においては、国土交通省近畿地方整備局の諮問機関である「淀川水系流域委員会」がダムをはじめとする治水・利水事業の可否について検討を行った。この間、和束ダム（和束川）を中心とした宇治山城土地改良事業は中止。鴨川に建設予定だった京都府営の鴨川ダムも反対運動が強く中止となった。これとは別に、関西電力が国内最大級の揚水式水力発電所として建設が予定されていた金居原発電所・下部ダム（巣亦川）が、電力需要の伸び悩みから建設中止となっている。
2005年（平成17年）淀川水系流域委員会は提言を纏め、ダム事業については計画中のダムは全て中止するのが妥当という見解を答申した。これを受け国土交通省は余野川ダム（余野川）・大戸川ダム（大戸川）の建設中止、川上ダム（前深瀬川）と丹生ダム（高時川）の規模縮小を発表。大阪府も安威川ダム（安威川）の規模縮小を打ち出した。これに対し滋賀県等の流域自治体が「流域の安全を軽視するもの」として猛反発し、流域住民も賛否分かれた。このため最終結論は宙に浮いた状態となっている。これとは別に、農林水産省が愛知川に計画している永源寺第二ダム（愛知川）が、「ダムのボーリング調査未実施を承知しながら建設を進めるのは不当」として大阪高等裁判所より「ダム建設違法」の判決を下されるなど、淀川水系の開発は大きく揺らいでいる。

#### 滋賀県のダム凍結宣言
こうした淀川水系の河川開発が大きく揺らぐ中、2006年（平成18年）の滋賀県知事選挙において当時現職だった国松善次を破り当選した嘉田由紀子知事は、就任直後から新幹線新駅・産廃処分場と並んでダム計画を、『もったいない』のスローガンに基づき不要な公共事業として全てを凍結させると発表した。長野県に次ぐ自治体単位での脱ダム施策である。
対象となったのは北川第一ダム（北川）・北川第二ダム（麻生川）・芹谷ダム（芹川）の県営ダムと国直轄事業である大戸川ダム・丹生ダム・永源寺第二ダムの計6事業である。長野県の脱ダム宣言と大きく異なるのは、県営ダムのみならず国土交通省・農林水産省の直轄ダム事業も中止対象に挙げている事で、就任当初から財政的問題・環境問題の両面よりダム事業は中止すべきとの持論を展開。ダムの代替案として堤防建設や森林整備を中心とした自然に優しい治水事業の整備を図りることで、ダム依存からの脱却を図ろうとした。
これに対し下流受益地である京都府や京都市は事業費増大の対策に頭を悩ませていたこともあり、知事のダム凍結宣言を歓迎・支持する態度を表明。一方で上流受益地である大津市・彦根市・多賀町などは「堤防建設は却って莫大な支出をもたらす」としてダム建設の促進を要望した。水没予定住民も早急な建設促進を訴え、知事に反発した。知事は当初は凍結の態度を崩さなかったが、平成18年7月豪雨と直後の長野県知事選挙（田中康夫が落選）の影響からか、態度をやや軟化。「他に有効な方法が無い場合はダム建設もありえる」と地元との対話を重視する姿勢へ転換した。ただし知事は治水政策について「治水の瑕疵（かし）により1人でも死者が出た場合は知事を辞任する」とも話しており、退路を断って滋賀県の治水対策に取り組もうとしている。
2006年12月には凍結を宣言していた6ダムのうち、芹川支流水谷川に建設が計画されている「芹谷ダム」について、ダム以外の治水整備についての比較検討を行った結果コストパフォーマンス的にダム案の方が勝るという結論に達し、知事は芹谷ダム計画については前向きな検討を開始した。さらに2007年（平成19年）に入ると北川第一ダムについても事業の推進を表明、何れも既存の河川整備と比較しコストパフォーマンスに優れるという理由で事業再開を決めている。この他大戸川ダムについても事業容認の姿勢を見せている。田中康夫と異なり地元との意見調整や代替案との比較を進めながら、財政的観点とのバランスで必ずしも「脱ダム」に固執しない柔軟な姿勢でダム依存型の治水脱却を進めているが、支持層のうち自然保護団体は田中のような急進的なダム撤去・中止を是としていたことから嘉田知事の方針を「公約違反」として反発する向きもある。
河川管理者である国土交通省はこうした一連の動きを静観していた。2007年に嘉田知事は「ダム凍結宣言」を撤回し、大戸川・丹生の両ダムについて穴あきダムとしての建設を容認、国土交通省に建設再開を促したことから事態は動き出した。2007年8月28日、国交省近畿地方整備局が「淀川水系河川整備計画原案」を策定し、凍結ダムの建設再開方針を打ち出した。これを受けて大戸川ダムは治水ダムとして川上ダムや天ヶ瀬ダム再開発とともに建設が再開された。ただし余野川ダムは2008年（平成20年）に中止が決定、丹生ダムについては貯水するか穴あきかで県と当時の余呉町（現：長浜市）の対立が激化した。また「流域委員会」のあり方を巡り委員の選定などで国土交通省側の強引な介入があったと指摘・批判する声も大きい。
国土交通省は「淀川流域で過去最悪の大規模な洪水が発生し、淀川が大阪市内で破堤した場合には大阪市中心部が水没する」というシミュレーションを纏めている。全国的に毎年のように記録的な集中豪雨が起こっている現状において、淀川の治水は流域住民の安全と、自然保護や財政負担軽減などによる板挟み中で、難しい舵取りを迫られている。

### 舟運復活の動き

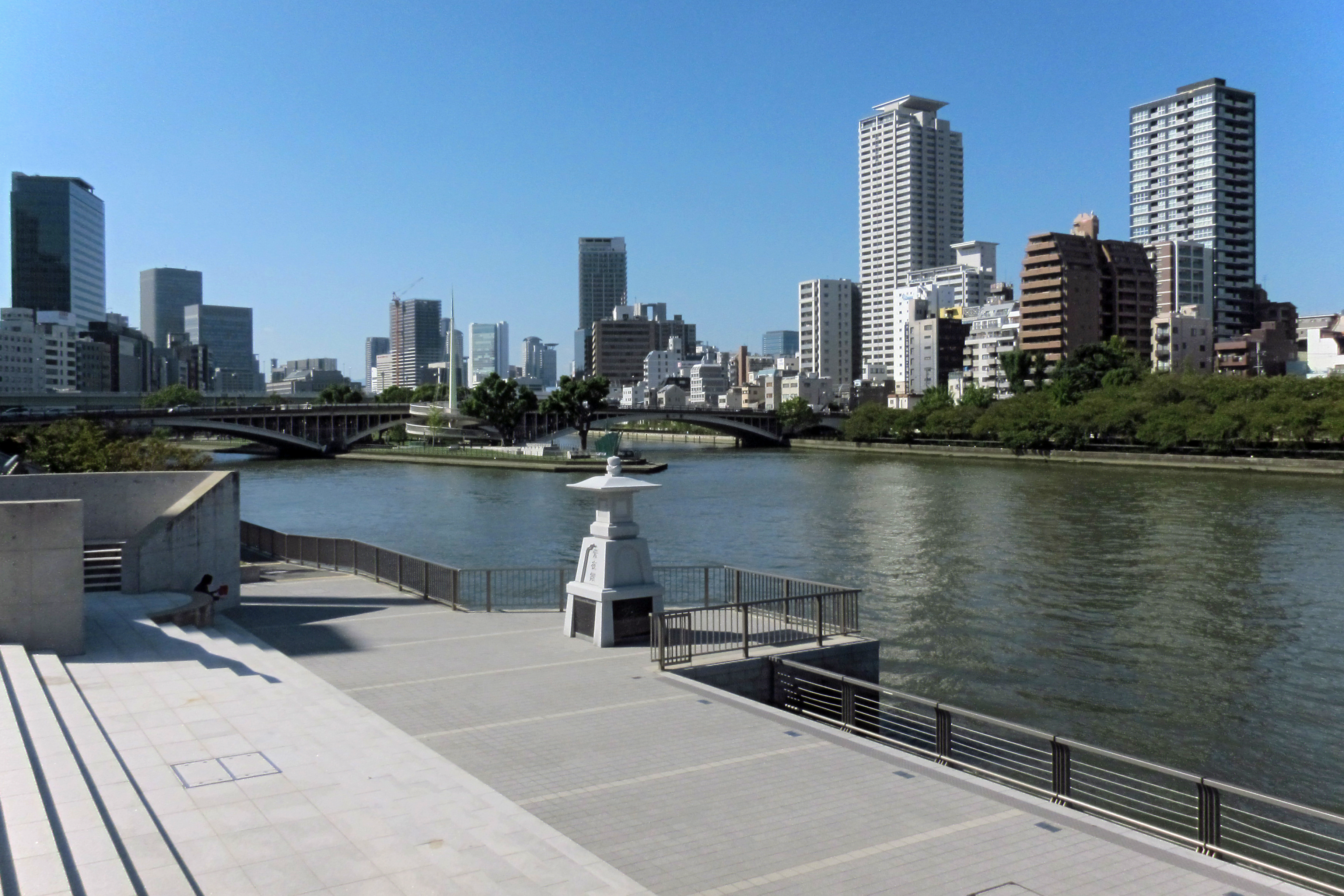
八軒家浜船着場

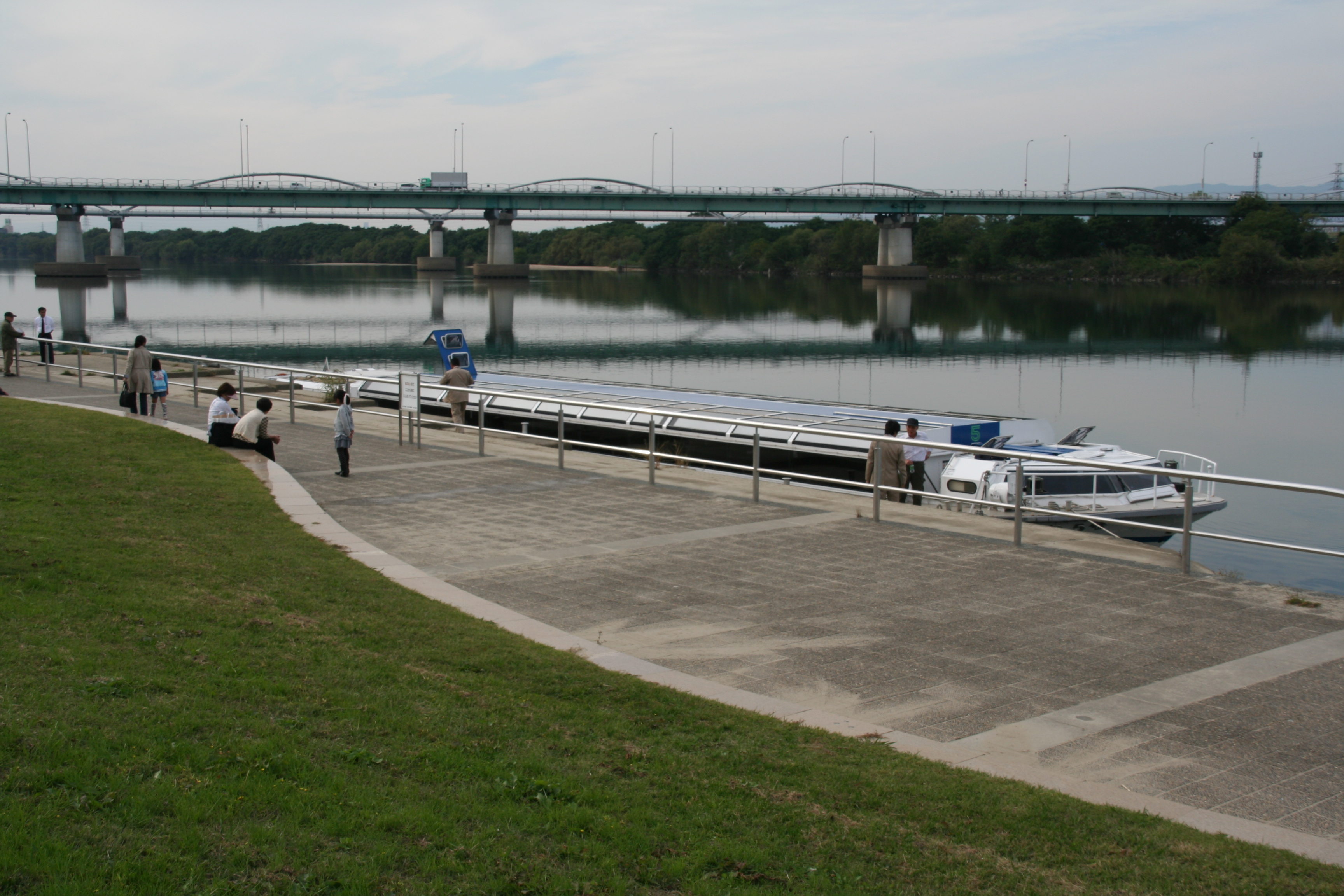
枚方船着場

大阪と京都を結ぶ淀川の舟運は交通の大動脈だった。しかし近代以降、京阪間を結ぶ交通・物流の中心は道路や鉄道（東海道本線、阪急京都本線、京阪本線）へ移り、淀川舟運は衰退していた。
1995年（平成7年）の阪神・淡路大震災後、災害復旧時の資機材の輸送で水上輸送が見直され、淀川沿川に防災船着場が整備されるとともに平時には定期観光船が就航することとなった。京阪ホールディングスは2017年9月、大阪・天満橋の八軒家浜船着場と淀川河川公園の枚方船着場（枚方市）を結ぶ定期観光船の運航を開始すると発表した。淀川での定期船は第二次世界大戦後初で、京阪間航路の開設も検討するとしている。
一方、観光周遊については広く認知されていなかったが、2024年（令和6年）10月13日に淀川クルーズFESTIVALが開催され、このイベントで大阪 - 枚方間の航路に加えて、62年ぶりに枚方 - 京都（伏見）間で観光船が航行された。

## 淀川・琵琶湖の環境問題

### 琵琶湖の汚濁と対策
淀川の水源である琵琶湖は1960年代以降周辺の宅地化が進んでいったが、下水道の整備がそれに追いつかず、生活排水はそのまま琵琶湖に流入する状況となっていた。これにより特に大津市や草津市沿岸を中心とした琵琶湖南部（南湖）の水質汚濁が激化、赤潮の発生や悪臭などが起こり漁業への影響が深刻となっていた。
滋賀県は下水道整備などで対応していたが、近畿最大の水源地でもある琵琶湖の汚染は関西全体に影響を及ぼしかねず、根本的な対策が求められていた。この中で合成洗剤に含まれる有機リン分が水質汚濁に大きく関わっているのではないかという指摘が多くなされるようになり、合成洗剤に対する規制も叫ばれるようになった。1980年（昭和55年）、滋賀県議会は『滋賀県琵琶湖の富栄養化の防止に関する条例』（通称：琵琶湖条例）を制定。有機リン分を含む合成洗剤の追放などを定め、琵琶湖のこれ以上の富栄養化を避けようとした。合成洗剤メーカーからは激しい反発があったが、湖沼の水質汚濁に悩む他地域からは大きな注目を持たれ、水質汚濁対策の一つの分岐点となった。
1984年（昭和59年）、水質汚濁防止法の特例措置として特定の湖沼に対する水質汚濁を防止するための諸対策が法制化された。これが『湖沼水質保全特別措置法』（略称：湖沼法）である。霞ヶ浦など全国10湖沼が現在指定されているが、琵琶湖は1985年（昭和60年）12月に法の指定を受け、これ以降水質保全に関する厳しい対策が施されるようになり、併せて琵琶湖流域の下水道の整備と下水処理場での窒素リンを除去する高度処理が行われ、これらにより水質は次第に改善されるに至った。

### 淀川の汚濁と対策
淀川水系の水質の悪化は昭和中期には問題になっており、昭和30年と昭和40年の水質調査ならびに比較が以下のようになる。
| 地点                           | 昭和30年当時                                                                                 | 昭和40年当時                                                                                |
| ------------------------------ | -------------------------------------------------------------------------------------------- | ------------------------------------------------------------------------------------------- |
| 瀬田川から宇治川開始付近の本流 | 貧腐水性                                                                                     | 貧腐水性 ただし山名川合流の手前でβ-中腐水性に悪化。                                         |
| 山名川 （宇治川右岸合流）      | 貧腐水性 ただし流入直前にα-中腐水性に悪化                                                    | α-中腐水性                                                                                  |
| 琵琶湖疏水（宇治川右岸合流）   | 強腐水性                                                                                     | 強腐水性                                                                                    |
| 新高瀬川 （宇治川右岸合流）    | 強腐水性                                                                                     | 強腐水性                                                                                    |
| 八幡手前までの宇治川本流       | 右岸・α-中腐水性 左岸・貧腐水性 八幡・山崎手前で両者混ざってβ-中腐水性                       | 右岸・α-中腐水性から強腐水性 左岸・β-中腐水性からα-中腐水性                                 |
| 木津川（宇治川左岸合流）       | 貧腐水性                                                                                     | β-中腐水性                                                                                  |
| 桂川（宇治川右岸合流）         | 強腐水性                                                                                     | 強腐水性                                                                                    |
| 八幡・山崎以後以後の淀川本流   | 右岸・強腐水性（ただし枚方手前でα-中腐水性に回復） 左岸・β-中腐水性                          | 右岸・強腐水性（以後鳥飼付近まで回復はせず） 左岸・β-中腐水性だが枚方手前でα-中腐水性に悪化 |
| 芥川（淀川右岸合流）           | α-中腐水性                                                                                   | 強腐水性                                                                                    |
| 枚方付近以後の淀川本流         | 右岸：α-中腐水性 左岸・β-中腐水性 鳥飼付近で混ざってα-中腐水性になり、以後は感潮域まで同じ。 | 右岸・強腐水性 左岸・α-中腐水性 鳥飼付近で混ざってα-中腐水性になり、以後は感潮域まで同じ。  |

昭和30年時点で京都市から下水の流れ込む河川（桂川など）が汚いことや「（鳥飼から先の庭窪・柴島付近で）上水道の水源になっているが、両方とも上水道の水源としては好ましくない。」と指摘されていたが、昭和40年になると伏見平戸閘門から排出される琵琶湖疏水や新高瀬川が同じ強腐水性でも極めて汚くなり、合流後の右岸（前述の二河川の合流側）からかなりの距離が強腐水性になり、さらに下流でも三川（宇治川・木津川・桂川）合流点付近や御幸橋では昭和30年ではβ-中腐水性だったところが、α-中腐水性に悪化している。
さらに、三川合流点より下流では元々汚染がひどかった桂川の汚水を薄めていた宇治川と木津川の水質が悪化したため回復が進まず、山崎から柴島までの右岸には厚い汚水菌の被覆が見られ、比較的状態が良かった左岸も汚水菌が増加している状況になっていた。
こうしたこともあり、淀川水系中流域で最大の生活排水の発生地域、京都市は下水道を着実に整備し2019年度末には市街化区域の99.5 %に達した。しかし初期に作られた下水道は雨水と汚水を一緒に流す合流式（約40 %）のため集中豪雨発生時に汚水が未処理のまま川に流される、このため1980年代半ばから貯水幹線を順次整備して、堀川通りの下の直径6 m・長さ2.7  km・貯水量 7万立方メートルの「堀川中央幹線」をはじめ、合計50万7千立方メートルの雨水を溜める貯水設備を整備。また4つある市営下水処理場に窒素・リンを除去する高度処理設備を導入、さらに京都の伝統産業「友禅染」製造時に発生する色素が残った汚水を処理するために2箇所の下水処理場ではオゾン処理を導入している。この結果、処理水のBODは国の基準水1リットル当たり20ミリグラムに対して京都市では水1リットル当たり3ミリグラム前後に浄化される。また西日本最大の下水処理場『鳥羽水環境保全センター』では平成25年からメガソーラーを設置、令和3年度から汚泥を燃料に加工して火力発電することが予定されている。
京都府も桂川に南丹浄化センター・洛西浄化センターを建設、八幡市の宇治川・木津川の合流部付近に洛南浄化センターが1986年3月供用開始、精華町に木津川上流浄化センターが1999年11月に供用開始するなど下水道の整備を進めている。
下流の大阪府下では上水道の取水口が複数あるため、淀川左岸の「渚水みらいセンター（枚方市）」では処理水を寝屋川へ排水、一部は京阪枚方市駅や周辺の公共施設で再利用されている。淀川右岸の「高槻水みらいセンター（高槻市）」「中央水みらいセンター（茨木市）」では処理水を安威川から神崎川へと流している。

### 漁業資源問題
湖沼法指定や琵琶湖条例などの施策で琵琶湖は次第に水質が改善された。漁業資源の豊富な琵琶湖は古くから「鮒寿司」をはじめ魚介類にまつわる特産品も多く、漁業も重要な産業の一つであった。ところが近年のバスフィッシングの広がりで、琵琶湖においても外来魚による漁業被害が深刻になっていった。特にブラックバスやブルーギルといった獰猛な魚類は、在来生物への影響が大きく、琵琶湖在来の魚介類への生態系が破壊されるという漁業関係者の指摘が次第に大きくなった。「キャッチアンドリリース」という釣りのルールが、ブラックバスでは逆に問題を拡大するという指摘もあって、漁業協同組合による駆除が行われていたがいたちごっこであった。
こうした漁業資源の影響を危惧した滋賀県は、ブラックバスの放流禁止と罰則を明記した「琵琶湖のレジャー利用適正化条例」を2003年（平成15年）に制定。ブラックバス釣りに対して厳しい規制を掛けた。漁業関係者は大歓迎したがバスフィッシング愛好家は猛反発、清水国明等の愛好家タレントもマスコミなどを通じて条例反対を訴えた。現在琵琶湖においてブラックバスの放流は禁止され、持ち帰ることが義務化されている。一方1993年（平成5年）にラムサール条約の登録湿地に指定された琵琶湖は鳥類も多く生息するが、近年カワウの異常繁殖が新たな問題となっている。大群が夕刻河川や湖沼の魚類を捕獲することから漁業収穫高が減少したり、フンによる森林や建築物への被害が竹生島を中心に琵琶湖北部地域で深刻化。具体的な対策が取れていない状態である。
淀川下流域ではアシなどが繁茂していることから、絶滅危惧種であるイタセンパラやアユモドキなどが生息する重要な地域となっていた。だが生活排水による淀川の水質汚濁によって個体数は激減。これに加え1984年に淀川大堰が完成し、湛水によるアシ群生地の水没などによりイタセンパラの個体数は絶滅が危惧されるほど激減した。自然保護団体の指摘を受けた国土交通省近畿地方建設局は、淀川大堰上流部に人工のワンドを設けてイタセンパラの生息域を確保し、個体数の回復を図る対策を施した。一時期は効果があったものの、現状としては個体数の回復は絶望的との見方もある。アユモドキも鴨川・桂川の南丹市八木町付近では絶滅、亀岡市付近の生息域には京都府が京都スタジアムの建設を計画する、など危機的状況である。
ただ近年・淀川の水質改善により新淀川で天然ウナギが採れブランド化が図られたり、天然アユが淀川から桂川・鴨川へと遡上するのが確認される、など水質改善の効果の出ている部分もある。

## 淀川水系の主要河川
| 本川            | 河川                       | 流路 延長 (km) | 流域 面積 (km2) | 主要 二次 支川                                                     | 主要 湖沼                                                    | 流域 都県 | 流域 市郡                                                         |
| --------------- | -------------------------- | -------------- | --------------- | ------------------------------------------------------------------ | ------------------------------------------------------------ | --------- | ----------------------------------------------------------------- |
| 琵琶湖          | 姉川                       | 39.0           | 680.0           | 高時川                                                             | （白龍湖）                                                   | 滋賀県    | 米原市・長浜市                                                    |
| 琵琶湖          | 余呉川                     | 32.0           | 79.0            |                                                                    | 余呉湖                                                       | 滋賀県    | 長浜市                                                            |
| 琵琶湖          | 芹川                       | 21.0           | 61.0            |                                                                    |                                                              | 滋賀県    | 彦根市・犬上郡                                                    |
| 琵琶湖          | 犬上川                     | 25.0           | 110.0           |                                                                    |                                                              | 滋賀県    | 彦根市・犬上郡                                                    |
| 琵琶湖          | 石田川                     | 26.8           | 51.9            |                                                                    | 処女湖                                                       | 滋賀県    | 高島市                                                            |
| 琵琶湖          | 宇曽川                     | 22.0           | 64.5            |                                                                    |                                                              | 滋賀県    | 彦根市・東近江市・犬上郡・愛知郡                                  |
| 琵琶湖          | 安曇川                     | 52.0           | 311.0           | 麻生川 北川                                                        |                                                              | 滋賀県    | 高島市・大津市                                                    |
| 琵琶湖          | 安曇川                     | 52.0           | 311.0           | 麻生川 北川                                                        | 京都府                                                       | 京都市    |                                                                   |
| 琵琶湖          | 愛知川                     | 48.0           | 223.0           |                                                                    | （永源寺湖）                                                 | 滋賀県    | 東近江市・愛知郡・彦根市                                          |
| 琵琶湖          | 日野川                     | 46.0           | 223.0           |                                                                    |                                                              | 滋賀県    | 野洲市・東近江市・近江八幡市 蒲生郡                               |
| 琵琶湖          | 野洲川                     | 64.0           | 366.0           |                                                                    |                                                              | 滋賀県    | 栗東市・野洲市・守山市・甲賀市 湖南市                             |
| 瀬田川          | 大戸川                     | 38.0           | 190.0           |                                                                    |                                                              | 滋賀県    | 甲賀市・栗東市・大津市                                            |
| 宇治川          | 高瀬川                     | 9.7            |                 |                                                                    |                                                              | 京都府    | 京都市                                                            |
| 淀川 （新淀川） | 木津川 （伊賀川）          | 89.0           | 1,663.0         | 柘植川 服部川 前深瀬川 伊自岐川 名張川 遅瀬川 布目川 和束川 白砂川 | （月ヶ瀬湖） （青蓮寺湖） （室生湖） （ひなち湖） （布目湖） | 滋賀県    | 甲賀市                                                            |
| 淀川 （新淀川） | 木津川 （伊賀川）          | 89.0           | 1,663.0         | 柘植川 服部川 前深瀬川 伊自岐川 名張川 遅瀬川 布目川 和束川 白砂川 | （月ヶ瀬湖） （青蓮寺湖） （室生湖） （ひなち湖） （布目湖） | 三重県    | 津市・名張市・伊賀市                                              |
| 淀川 （新淀川） | 木津川 （伊賀川）          | 89.0           | 1,663.0         | 柘植川 服部川 前深瀬川 伊自岐川 名張川 遅瀬川 布目川 和束川 白砂川 | （月ヶ瀬湖） （青蓮寺湖） （室生湖） （ひなち湖） （布目湖） | 奈良県    | 奈良市・宇陀市・宇陀郡・山辺郡                                    |
| 淀川 （新淀川） | 木津川 （伊賀川）          | 89.0           | 1,663.0         | 柘植川 服部川 前深瀬川 伊自岐川 名張川 遅瀬川 布目川 和束川 白砂川 | （月ヶ瀬湖） （青蓮寺湖） （室生湖） （ひなち湖） （布目湖） | 京都府    | 京都市・八幡市・城陽市・京田辺市・木津川市 相楽郡・綴喜郡・久世郡 |
| 淀川 （新淀川） | 桂川 （大堰川） （保津川） | 107.0          | 1,159.0         | 鴨川 園部川 天神川                                                 | （天若湖）                                                   | 京都府    | 京都市・南丹市・亀岡市・向日市 長岡京市・乙訓郡                   |
| 淀川 （新淀川） | 芥川                       | 25.0           | 52.0            |                                                                    |                                                              | 京都府    | 京都市                                                            |
| 淀川 （新淀川） | 芥川                       | 25.0           | 52.0            | 大阪府                                                             | 高槻市                                                       |           |                                                                   |
| 淀川 （新淀川） | 天野川                     | 14.9           | 51.3            |                                                                    |                                                              | 奈良県    | 生駒市                                                            |
| 淀川 （新淀川） | 天野川                     | 14.9           | 51.3            | 大阪府                                                             | 四条畷市・交野市・枚方市                                     |           |                                                                   |
| 淀川 （新淀川） | 旧淀川 （大川）            | 13.83          |                 | 安治川 木津川 道頓堀川 堂島川 天満川 土佐堀川 寝屋川               |                                                              | 大阪府    | 大阪市・交野市・門真市・東大阪市 大東市・寝屋川市・守口市・八尾市 |
| 淀川 （新淀川） | 神崎川                     | 21.0           | 627.0           | 猪名川 安威川                                                      | （知明湖）                                                   | 京都府    | 亀岡市                                                            |
| 淀川 （新淀川） | 神崎川                     | 21.0           | 627.0           | 猪名川 安威川                                                      | （知明湖）                                                   | 大阪府    | 大阪市・吹田市・豊中市・摂津市 池田市・箕面市・茨木市・豊能郡     |
| 淀川 （新淀川） | 神崎川                     | 21.0           | 627.0           | 猪名川 安威川                                                      | （知明湖）                                                   | 兵庫県    | 尼崎市・川西市・伊丹市・宝塚市 川辺郡                             |

（注）カッコ内の湖沼は人造湖（ダム湖）。

## 淀川水系の河川施設
淀川水系では、古来より人口密集地であったことから治水・利水に重点が置かれた。新淀川開削や天ヶ瀬ダム建設はその施策である。さらに戦後の高度経済成長期、琵琶湖を有効活用し京阪神への水需要に応えるべく淀川水系は「水資源開発促進法」に基づく開発指定水系となり、水資源開発公団（現：独立行政法人水資源機構）による総合的なダム・堰の建設が行われた。現在は統合管理されている。一方滋賀県には農林水産省直轄の灌漑用ダムが多い。これは天井川による用水の取水困難が背景にあり、水争いの頻発していた近江盆地を潤すためである。
関西電力の水力発電施設は、日本で最初に商業発電をした琵琶湖疏水の蹴上発電所（出力4,400 kW）があるが、淀川水系にある水力発電所のほとんどは出力1万 kW以下の中小規模なもので、本流にある発電所は天ヶ瀬ダムの天ヶ瀬発電所（認可出力92,000 kW・常時出力6,600 kW）、その天ヶ瀬ダム湖（鳳凰湖）の水で揚水発電している喜撰山ダムと喜撰山発電所（認可出力466,000 kW）、宇治発電所（認可出力32,500 kW・常時出力29,000 kW）の3か所で、流域の最小の発電所は木津川の支流にある室生発電所（出力200 kW）がある（これ以外にも近江八幡市にある関西電力神崎川発電所は認可出力1,100 kWだが常時発電しているのは52 kWと小水力発電所並なのがある）。これは関西圏への電力供給を行うための水力発電が木曽川水系・熊野川水系といった包蔵水力の大きい河川で古くから開発されていること、火力発電所や原子力発電所が近隣に多くそれらからの供給が大きいこと等が挙げられる。
逆に、電力会社ではなく自分たちで小規模な水力発電施設を造り利用、または売電する小水力発電が京都嵐山と京都府営水道の宇治浄水場と久御山広域ポンプ場・大阪広域水道企業団の村野浄水場と桃山台配水場・大阪市水道局長居配水場で行われている。
また河川施設とはいえないかもしれないが、京阪電気鉄道中之島線の地下駅では大川（旧淀川）・堂島川の水をポンプで汲み上げ熱交換して駅の空調に使用している。

### ダム 可動堰 一覧
| 一次 支川名 （本川） | 二次 支川名 | 三次 支川名  | ダム名         | 堤高 (m) | 総貯水 容量 (千m3) | 型式         | 事業者       | 備考             |
| -------------------- | ----------- | ------------ | -------------- | -------- | ------------------ | ------------ | ------------ | ---------------- |
| 淀川                 | -           | -            | 瀬田川洗堰     | -        | -                  | 可動堰       | 国土交通省   |                  |
| 淀川                 | -           | -            | 天ヶ瀬ダム     | 72.0     | 26,280             | アーチ式     | 国土交通省   |                  |
| 淀川                 | -           | -            | 淀川大堰       | －       | -                  | 可動堰       | 国土交通省   |                  |
| （琵琶湖）           | 余呉川      | （余呉湖）   | 余呉湖ダム     | -        | 14,700             | 可動堰       | 滋賀県       | 小堰堤           |
| （琵琶湖）           | 姉川        | -            | 姉川ダム       | 80.8     | 6,500              | 重力式       | 滋賀県       |                  |
| （琵琶湖）           | 姉川        | 高時川       | 丹生ダム       | 145.0    | 150,000            | ロックフィル | 水資源機構   | 建設中           |
| （琵琶湖）           | 芹川        | 水谷川       | 芹谷ダム       | 58.0     | 12,600             | 重力式       | 滋賀県       | 建設中           |
| （琵琶湖）           | 犬上川      | -            | 犬上ダム       | 45.0     | 4,500              | 重力式       | 土地改良区   | 農林省施工       |
| （琵琶湖）           | 宇曽川      | -            | 宇曽川ダム     | 56.0     | 2,900              | ロックフィル | 滋賀県       |                  |
| （琵琶湖）           | 愛知川      | -            | 永源寺ダム     | 68.0     | 22,741             | 複合式       | 滋賀県       | 農林省施工       |
| （琵琶湖）           | 愛知川      | -            | 永源寺第二ダム | 90.0     | 25,700             | 重力式       | 農林水産省   | 凍結中           |
| （琵琶湖）           | 日野川      | -            | 蔵王ダム       | 56.0     | 4,600              | ロックフィル | 農林水産省   |                  |
| （琵琶湖）           | 日野川      | -            | 日野川ダム     | 25.0     | 1,388              | ロックフィル | 滋賀県       |                  |
| （琵琶湖）           | 野洲川      | -            | 野洲川ダム     | 58.7     | 8,500              | 重力式       | 農林水産省   | 再開発中         |
| （琵琶湖）           | 野洲川      | -            | 青土ダム       | 43.5     | 7,300              | ロックフィル | 滋賀県       |                  |
| （琵琶湖）           | 野洲川      | -            | 石部頭首工     | -        | -                  | 可動堰       | 農林水産省   |                  |
| （琵琶湖）           | 石田川      | -            | 石田川ダム     | 43.5     | 2,710              | ロックフィル | 滋賀県       |                  |
| （琵琶湖）           | 安曇川      | 北川         | 北川第一ダム   | 51.2     | 9,400              | 台形CSG      | 滋賀県       | 建設中           |
| （琵琶湖）           | 安曇川      | 麻生川       | 北川第二ダム   | 62.3     | 9,200              | 台形CSG      | 滋賀県       | 凍結検討中       |
| 大戸川               | -           | -            | 大戸川ダム     | 92.5     | 33,300             | 重力式       | 国土交通省   | 建設中           |
| 寒谷川               | -           | -            | 喜撰山ダム     | 91.0     | 7,227              | ロックフィル | 関西電力     | 揚水発電用ダム   |
| 桂川                 | -           | -            | 世木ダム       | 35.5     | 5,595              | 重力式       | 関西電力     |                  |
| 桂川                 | -           | -            | 日吉ダム       | 70.4     | 66,000             | 重力式       | 水資源機構   |                  |
| 木津川               | -           | -            | 大河原ダム     | -        | -                  | 重力式       | 関西電力     | 小堰堤           |
| 木津川               | 前深瀬川    | -            | 川上ダム       | 91.0     | 33,000             | 重力式       | 水資源機構   | 建設中           |
| 木津川               | 伊自岐川    | 滝川         | 滝川ダム       | 31.4     | 282                | 重力式       | 三重県       |                  |
| 木津川               | 名張川      | -            | 比奈知ダム     | 73.5     | 45,000             | 重力式       | 水資源機構   | 木津川上流ダム群 |
| 木津川               | 名張川      | -            | 高山ダム       | 67.0     | 56,800             | 重力式アーチ | 水資源機構   | 木津川上流ダム群 |
| 木津川               | 名張川      | 青蓮寺川     | 青蓮寺ダム     | 82.0     | 27,200             | アーチ式     | 水資源機構   | 木津川上流ダム群 |
| 木津川               | 名張川      | 宇陀川       | 宮奥ダム       | 39.5     | 580                | 重力式       | 奈良県       |                  |
| 木津川               | 名張川      | 宇陀川       | 室生ダム       | 63.5     | 16,900             | 重力式       | 水資源機構   | 木津川上流ダム群 |
| 木津川               | 遅瀬川      | -            | 上津ダム       | 63.5     | 6,100              | 重力式       | 農林水産省   |                  |
| 木津川               | 布目川      | -            | 布目ダム       | 72.0     | 17,300             | 重力式       | 水資源機構   | 木津川上流ダム群 |
| 木津川               | 白砂川      | 須川         | 須川ダム       | 31.5     | 797                | アーチ式     | 奈良市水道局 |                  |
| 神崎川               | 猪名川      | 一庫大路次川 | 一庫ダム       | 75.0     | 33,300             | 重力式       | 水資源機構   |                  |
| 神崎川               | 猪名川      | 箕面川       | 箕面川ダム     | 47.0     | 2,000              | ロックフィル | 大阪府       |                  |
| 神崎川               | 安威川      | -            | 安威川ダム     | 82.5     | 22,900             | ロックフィル | 大阪府       | 建設中           |

（注1）：黄色欄は建設中・再開発中もしくは計画中のダム（2006年現在）。
（注2）：赤欄は国土交通省、または嘉田滋賀県知事が建設凍結を表明したダム。
（注3）：青欄は木津川上流ダム群。

### 流域上下水道施設
- 宇治浄水場（京都府宇治市）
  - 京都府営水道の浄水場。天ヶ瀬ダム・鳳凰湖より取水し水力発電（出力43.83 kW）してから浄水処理し、宇治市・城陽市・八幡市・久御山町に供給している。
- 宇治田原浄化センター（京都府宇治田原町）
  - 宇治田原町にある下水処理場。支流の田原川へ排水。
- 東宇治浄化センター（京都府宇治市）
  - 宇治市木幡にある下水処理場。宇治市宇治川右岸地区の下水を処理して山科川と宇治川へ排水。
- 石田水環境保全センター（京都市伏見区）
  - 京都市伏見区醍醐石田にある京都市上下水道局の下水処理場。京都市山科区・伏見区醍醐地区のほか、宇治市六地蔵地区の一部・滋賀県大津市藤尾小金塚地区の下水を処理している。窒素をステップ流入式多段硝化脱窒法で高度処理して支流の山科川へ排水している。2013年3月まで隣接する東部クリーセンター（石田ゴミ焼却処理場）の廃棄物発電で得た電力の供給を受けていたが、老朽化でゴミ処理場が廃止[25]され、現在は沈殿池の上を太陽光発電パネルで覆い太陽光発電をしている。
- 伏見水環境保全センター（京都市伏見区）
  - 京都市伏見区横大路にある京都市上下水道局の下水処理場。ガス・コジェネレーション設備を持ち通常の下水処理の上にステップ流入式多段硝化脱窒法・嫌気－好気法・オゾン処理の高度処理で窒素リン色素を除去してから宇治川に排水している。
- 洛南浄化センター（京都府八幡市）
  - 宇治川と木津川との合流部にある京都府最大の下水処理場。宇治川以南の京都市、宇治市、城陽市、八幡市、京田辺市、木津川市、久御山町、井手町の下水をチッソリンを除去する高度処理して木津川へ放流している。
- 樟葉取水場（大阪府枚方市）
  - 大阪市水道局の取水場。豊野浄水場へ供給している。
- 淀川左岸流域下水道 渚水みらいセンター（大阪府枚方市）
  - 枚方市渚内野にある下水処理場。枚方市・交野市と京都府八幡市（一部）の下水を高度処理して寝屋川市の石津ポンプ場へ送水して寝屋川へ放流している。また一部の処理水は枚方市駅や福祉会館のトイレの洗浄水や空調用熱源として再使用されている。下水処理場の上部は「憩いの広場」としてせせらぎ散策ゾーン・安らぎの池ゾーンが整備されている。
- 磯島取水場（大阪府枚方市）
  - 大阪広域水道企業団と枚方市上下水道局の浄水用取水口。大阪広域水道企業団の施設は京阪御殿山駅近くにあり、村野浄水場へ供給している。枚方市上下水道局の施設は約900m下流の淀川と天野川の合流点付近にあり、中宮浄水場へ供給している。
- 淀川右岸流域下水道 高槻水みらいセンター（大阪府高槻市）
  - 高槻市番田にある下水処理場。島本町・高槻市・茨木市の下水を高度処理して茨木市の「中央水みらいセンター」から安威川へ放流している、上部は汚泥乾燥の余熱利用の温水プールや隣接する南大樋公園に処理水を使った噴水やせせらぎ緑地などが整備されている。
- 豊野浄水場（大阪府寝屋川市）
  - 大阪市水道局の浄水場。
- 安威川流域下水道 中央水みらいセンター（大阪府茨木市）
  - 茨木市にある下水処理場。窒素リンを除去する高度処理施設を持ち、高槻で下水処理された処理水と一緒に安威川へ放流している。
- 庭窪浄水場（大阪府守口市）
  - 阪神高速守口線を挟んで北側に大阪市水道局の庭窪浄水場。南側に大阪広域水道企業団の庭窪浄水場の2つの浄水場が並立している。大阪府と大阪市の二重行政の無駄の象徴として統廃合の計画があったが頓挫している。
- 一津屋取水場（大阪府摂津市）
  - 淀川と神崎川の分岐点にある浄水用取水口。大阪府・大阪市および、神戸市・尼崎市・伊丹市・西宮市・芦屋市（阪神水道企業団）の共同施設で、大阪広域水道企業団三島浄水場（大阪府摂津市・吹田市）・柴島浄水場（大阪市東淀川区・大阪市水道局）、園田排水場を経由して尼崎市の神埼浄水場・西宮市中新田浄水場へも水道原水を供給しているほか、伊丹市の工業用水にも利用されている。
- 海老江下水処理場（大阪市福島区・此花区）
  - 淀川河口にある大阪市の下水処理場。下水道科学館が併設されているほか、汚水から発生するメタンガスを利用した発電も行われている。周辺には大野下水処理場（西淀川区）此花下水処理場（此花区）があり、淀川支流に排水している。

このほか京都府内の木津川には浄水場1箇所、下水処理場が2箇所。桂川には浄水場2箇所、下水処理場が11箇所。西高瀬川に下水処理場が1箇所ある。

## 橋梁
- 東海道本線（JR琵琶湖線）
- 瀬田川大橋（国道1号）
- 瀬田の唐橋
- 東海道新幹線
- 瀬田大橋（名神高速道路）
- 京滋バイパス
- 瀬田川洗堰（南郷洗堰）
- 瀬田川令和大橋（国道422号）

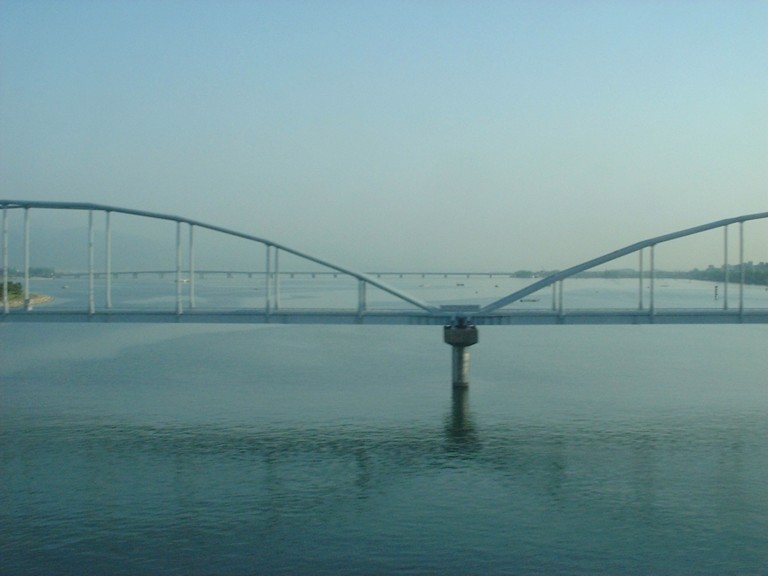
琵琶湖からの「瀬田川」流出口
彼方に見える橋は近江大橋

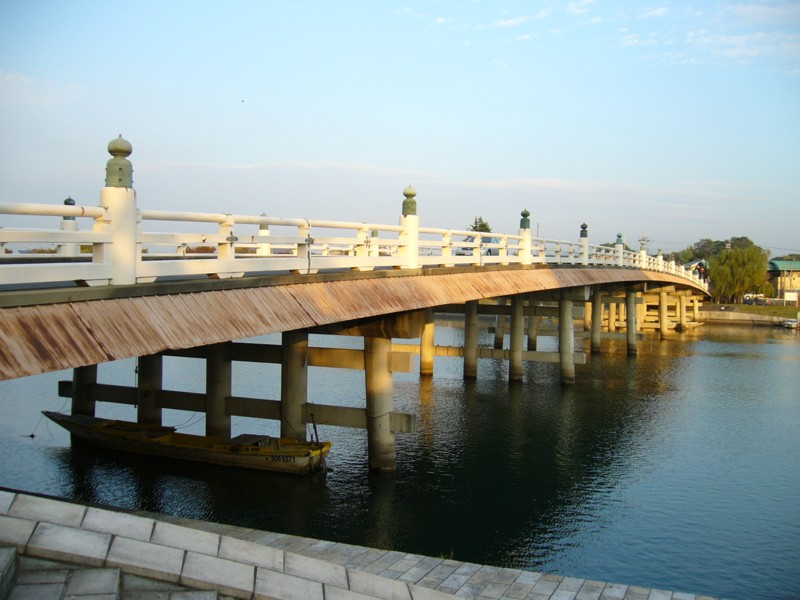
瀬田川・唐橋

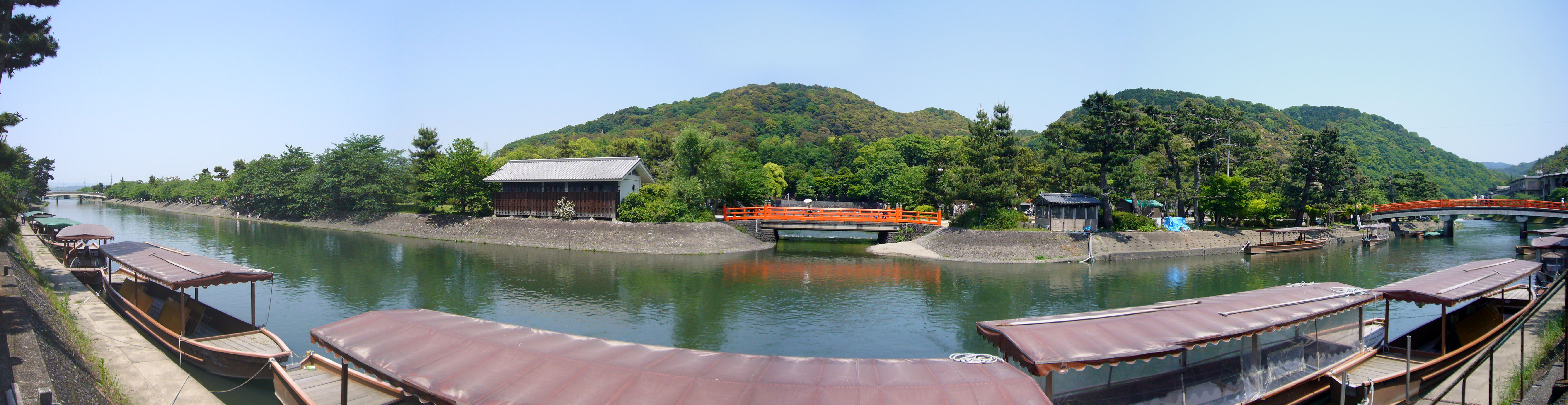
宇治川、橘島と塔の島

- 鹿跳橋（ししとびばし・滋賀県道29号瀬田大石東線）
- 南大津大橋
- 曽束大橋（滋賀県道・京都府道3号大津南郷宇治線）
- 白虹橋
- 天ヶ瀬吊橋
- 宇治橋（京都府道7号京都宇治線）
- JR奈良線
- 京滋バイパス
- 隠元橋（京都府道245号黄檗停車場線）
- 観月橋（国道24号）
- 澱川橋梁（近鉄京都線）
- 巨椋大橋（国道1号洛南道路・阪神高速8号京都線）
- 宇治川大橋（国道1号）
- 淀大橋（京都府道15号宇治淀線）
- 京阪電鉄京阪本線
- 石清水大橋（国道478号・京滋バイパス）
- 御幸橋（京都府道・大阪府道13号京都守口線）
- 枚方大橋（国道170号（外環状））
- 淀川新橋（大阪府道19号茨木寝屋川線）
- 鳥飼仁和寺大橋（大阪府道15号八尾茨木線）
- 大阪高速鉄道大阪モノレール線
- 鳥飼大橋（大阪府道2号（中央環状）・近畿道）
- 豊里大橋（国道479号（内環状））
- 菅原城北大橋
- 淀川橋梁（旧城東貨物線時代は「赤川仮橋」として複線幅の橋梁の1線分を歩行者橋として使用していたが、おおさか東線の北部区間着工に伴い2013年（平成25年）10月31日閉鎖）
- 淀川大堰（管理用であり、一般車両・歩行者等は通行できない）
- 阪急電鉄千里線
- 長柄橋
- 上淀川橋梁（東海道本線（JR京都線））
- 新淀川大橋（国道423号新御堂筋・Osaka Metro御堂筋線）
- 阪急宝塚本線
- 十三大橋（国道176号）
- NTT十三専用橋（通信線専用）
- 新十三大橋（国道176号十三バイパス）
- 下淀川橋梁（東海道本線（JR神戸線））
- 阪神高速池田線
- 淀川大橋（国道2号（阪神国道））
- 阪神電鉄阪神本線
- 阪神高速3号神戸線
- 阪神電鉄阪神なんば線
- 伝法大橋（国道43号（第二阪神国道））
- 新伝法大橋（国道43号のバイパス的部分）
- 神崎川橋（阪神高速湾岸線）

なお、御幸橋と枚方大橋の間に大阪府道17号枚方高槻線の橋として、高槻大橋（仮称）を穂谷川合流付近に架橋する予定があるが、建設の目処は立っていない。また御幸橋の下流には豊臣政権の時代まで山崎橋が架かっていたが失われ、その後1962年まで渡船が運行されていた。

## 淀川河川敷

### 淀川河川公園
淀川河口部（大阪府）から桂川、宇治川、木津川が合流する三川合流部（京都府）までの両岸には国営公園の淀川河川公園が整備されている。淀川河川公園は40地区からなり、2016年度末（平成28年度末）時点で供用面積240.6haとなっている。

### 河川敷の管理
淀川の大阪府内の河川敷では、野球やサッカーなどのチームが、国土交通省淀川河川事務所に無断でバックネットやベンチなどを設置し、グラウンドとして長年に亘り使用していた。河川法に違反するため、同事務所は再三に亘り撤去を要請してきたが、チーム関係者の抵抗で進んでいなかった。しかし2019年以降に豪雨災害が相次いだ影響もあって、これらのチームのうち計33チームが、2021年3月までにバックネットなどを撤去する方針であることが明らかになった。